# ポレックス1世
ポレックス1世（Porrex I）は、年代記編纂者ジェフリー・オブ・モンマスの『ブリタニア列王史』に語られている、ブリトン人の伝説的王である。
彼はゴルボドゥゴの息子であり、ゴルボドゥゴの死により王朝の内戦が始まった。
ゴルボドゥゴの晩年、ポレックスは彼の弟フェレックスとの間で戦争を起こした。
彼は弟を待ち伏せしようと計画したが、弟はガリアへ逃亡し、フランク人の王スハルドゥスの助力を得た。
フェレックスがガリアの大軍を連れて帰還したとき、ポレックスはフェレックスへ攻撃して打ち負かした。
しばらくして、兄弟の母ユドンはポレックスによるフェレックス殺害に対する復讐として、ポレックスが眠っている間に彼の体を切り裂いた。
彼の死は内戦を引き起こし、ドゥンワロ・モルムティウスの治世まで解決されなかった。
彼の死により、ブルートゥス王家の系譜上による支配は、コーンウォールの一族に移った。

## 後の文化
ポレックスはトーマス・ノートンとトマス・サックヴィルの戯曲『ゴーボダック』（1561年）の中心人物である。